# Erich Bloch
Erich Bloch (9 de enero de 1925 – 25 de noviembre de 2016) fue un ingeniero eléctrico y administrador estadounidense de origen alemán. Estuvo involucrado en el desarrollo de la primera supercomputadora transistorizada de IBM, el IBM 7030 Stretch, y del mainframe IBM System/360. Se desempeñó como director de la Fundación Nacional de Ciencias de 1984 a 1990.

## Biografía
Bloch nació en Sulzburg, Alemania, en 1925. Bloch era hijo de Josef Bloch, un empresario judío, y Lina Rothschild, una ama de casa, quienes fueron asesinados posteriormente en el Holocausto. Él sobrevivió a la guerra en un campo de refugiados en Suiza y emigró en 1948 a los Estados Unidos. Estudió ingeniería eléctrica en el ETH Zurich y obtuvo su Bachelor of Science en ingeniería eléctrica en la Universidad de Buffalo.
Bloch se unió a IBM después de graduarse en 1952. Fue gerente de ingeniería del sistema de supercomputadoras IBM 7030 Stretch y director de varios sitios de investigación durante su carrera. En junio de 1984, Ronald Reagan nominó a Bloch para suceder a Edward Alan Knapp como director de la Fundación Nacional de Ciencias. Ese mismo año, fue elegido miembro extranjero de la Real Academia Sueca de Ciencias de la Ingeniería. En 1985, Bloch recibió una de las primeras Medallas Nacionales de Tecnología e Innovación junto con Bob O. Evans y Fred Brooks por su trabajo en el IBM System/360.
Después de dejar el cargo de director de la Fundación Nacional de Ciencias, Bloch se unió al Council on Competitiveness como su primer distinguido fellow. La IEEE Computer Society le otorgó el Computer Pioneer Award en 1993 por su contribución a la computación de alta velocidad. En 2002, la National Science Board honró a Bloch con el Vannevar Bush Award. Fue nombrado Fellow del Computer History Museum en 2004 "por su gestión en ingeniería de la supercomputadora IBM Stretch, y de la Solid Logic Technology utilizada en el IBM System/360, que revolucionó la industria de la computación."
Bloch murió a los 91 años a causa de complicaciones de enfermedad de Alzheimer el 25 de noviembre de 2016 en Washington D. C.

## Premios
- Medalla Nacional de Tecnología e Innovación (1985)
- Computer Pioneer Award (1993)
- Vannevar Bush Award (2002)
- Fellow del Computer History Museum (2004)